# Божанова, Алмагуль
Алмагуль Божанова (каз. Алмагүл Божанқызы Божанова; 14 марта 1946; село имени Наги Ильясова, Теренозекский район, Кызылординская область, КазССР, СССР) — советский и казахский партийный работник, общественный деятель. Секретарь Кызылординского областного маслихата (1999—2007).

## Биография
Родилась 14 марта 1946 года в ауле имени Наги Ильясова Теренозек (ныне Сырдарьинский район) Кызылординской области. Казашка.
В 1960 году вступила в ряды ВЛКСМ.
В 1964 году окончила Кызылординское женское педагогическое училище, в 1970 году Кызылординский педагогический институт им. Н. В. Гоголя по специальности учитель казахского языка и литературы.
В 2006 году окончила юридический факультет Кызылординского Академического университета экономики, экологии и права по специальности «юрист».
Трудовую деятельность начала в 1964 году зав. детским садом в селе Шаган Теренозекского района;
С 1964 по 1972 год — зав. детским садом в селе Шаган, учитель СШ № 132 Теренозекского района;
С 1972 по 1978 год — первый секретарь Теренозекского райкома ЛКСМ Кзыл-Ординской обл;
С 1977 по 1983 год — директор СШ № 135 совхоза им. 18-го партсъезда Теренозекского района;
С 1983 по 1988 год — секретарь Теренозекского райкома партии;
С 1988 по 1991 год — председатель Теренозекского райисполкома;
С 1991 по 1992 год — зам. председателя Теренозекского райсовета народных депутатов;
С 1992 по 1999 год — аким Теренозекского, Сырдарьинского районов Кызылординской обл;
С 1999 по 2007 год — секретарь Кызылординского областного маслихата;
С 2007 по 2012 год — зам. председателя областного филиала партии «Нур-Отан», г. Кызылорда;
С 2008 года — независимый директор областного корпоративного фонда «Игилик» по гуманитарным вопросам, председатель областного общественного объединения «Ұрпақтан ұрпаққа»;
Член обкома комсомола, райкома, обкома партии, депутат райсовета народных депутатов, облмаслихата. Делегат 13,14-го съездов комсомола Казахстана. Член Национального совета Республики Казахстан с 2012 года.

## Награды
- Нагрудный знак ЦК ВЛКСМ «За активную работу в комсомоле»;
- Почётная Грамота ЦК ВЛКСМ, ЦК ЛКСМ Казахстана и ВС КазССР;
- 1974 — Орден «Знак Почёта» — за большую организаторскую работу среди сельской молодёжи.;[4]
- 2004 (7 декабря) — Указом президента РК награждена медалью «Ерен Еңбегі үшін» (За трудовое отличие);[5]
- 2011 (5 декабря) — Указом президента РК награждена орденом «Курмет» (Почёта);
- 2021 (16 марта) — Почётная грамота Кызылординской области (за заслуги области и в связи с 75-летием со дня рождения.);[6]
- 2021 (8 декабря) — Указом президента РК награждена орденом «Парасат»;[7]
- Благодарственное письмо Первого Президента Республики Казахстан;
- Почётный гражданин Кызылординской области и Сырдарьинского района;
- Правительственные медали, в том числе:
  - Медаль «10 лет независимости Республики Казахстан» (2001);
  - Медаль «10 лет Конституции Республики Казахстан» (2015);
  - Медаль «20 лет независимости Республики Казахстан» (2011);
  - Юбилейная медаль «25 лет Конституции Республики Казахстан» (2021)[8] и др.